# Distretto di Santiago (Cusco)
Il distretto di Santiago è uno degli otto distretti della provincia di Cusco, in Perù. Si trova nella regione di Cusco.